# Geovanny Pizarro
Geovanny Pizarro (Iquique) es un Rider de Sandboard chileno en las categorías Big Air, Bordercross y Slalom.

## Biografía
Geovanny Pizarro inició su carrera de rider en el Cerro dragón junto a sus amigos. Desde esa vez, nunca más dejó de estar sobre una duna. También practica buceo, bmx y parapente como preparación física.

Ha representado Chile en campeonatos internacionales tanto en México y en Perú. En el año 2016 participó el Tour Mundial de Sanboard donde obtuvo un 3er lugar.
Geovanny es Ingeniero mecánico, instructor de Snowboard y emprendedor.

## Palmarés

### Medallero Nacional
| Circuito Nacional de Sandboard | Circuito Nacional de Sandboard | Circuito Nacional de Sandboard       | Circuito Nacional de Sandboard | Circuito Nacional de Sandboard |
| Año                            | Lugar                          | Evento                               | Medalla                        | Competición                    |
| ------------------------------ | ------------------------------ | ------------------------------------ | ------------------------------ | ------------------------------ |
| 2018                           | Antofagasta                    | Campeonato Nacional "Duna Roca Roja" | Medalla de oro                 | Slalom Pro                     |

### Medallero internacional
| Circuitos internacionales | Circuitos internacionales | Circuitos internacionales           | Circuitos internacionales | Circuitos internacionales |
| Año                       | Lugar                     | Evento                              | Medalla                   | Competición               |
| ------------------------- | ------------------------- | ----------------------------------- | ------------------------- | ------------------------- |
| 2016                      | Iquique                   | Final del Tour Mundial de Sandboard | Medalla de bronce         | Slalom                    |
| 2018                      | Iquique                   | Final del Tour Mundial de Sandboard | Medalla de oro            | Slalom                    |

### Distinciones personales
| Territorio | Distinción                                    | Año  |
| ---------- | --------------------------------------------- | ---- |
| Chile      | "Líderes de Tarapacá"' La Estrella de Iquique | 2020 |